# Goethe-Gymnasium (Berlin-Wilmersdorf)
Das Goethe-Gymnasium ist ein grundständiges humanistisches Gymnasium im Berliner Ortsteil Wilmersdorf des Bezirks Charlottenburg-Wilmersdorf. Es ist benannt nach Johann Wolfgang von Goethe.
Prägend für die Schule ist die Konzentration auf die alten Sprachen Latein und Altgriechisch. Die Schüler beginnen in der 5. Klasse mit dem Lateinunterricht, in der 7. Klasse mit dem Griechischunterricht. Das Goethe-Gymnasium verlangte als eine der letzten Schulen Deutschlands verpflichtend die Wahl einer der beiden Sprachen als Leistungskurs. Diese Pflicht wurde 2011 aufgrund der Vorgaben der Senatsverwaltung abgeschafft.
Zusammen mit anderen traditionsreichen grundständigen Gymnasien wie dem Gymnasium Steglitz, dem Französischen Gymnasium, dem Canisius-Kolleg und dem Grauen Kloster gehört das Goethe-Gymnasium zu den bekannteren Schulen Berlins.

## Schulprogramm
Der altsprachlich-humanistische Bildungsgang der Schule führt in acht Jahren zum Abitur. Aufnahme in die Schule erfolgt in der fünften Klasse. Erste Fremdsprache ist Englisch, welches in Berlin bereits in der ersten oder dritten Klasse der Grundschule begonnen wird. Zweite Fremdsprache ist dann Latein in der fünften Klasse, welche die erste Klasse des Gymnasiums ist. In der siebten Klasse lernen zunächst alle Schüler Altgriechisch und entscheiden dann in der achten Klasse, Griechisch fortzusetzen oder auf Französisch zu wechseln. Ab der zehnten Klasse kann Französisch als vierte Fremdsprache gewählt werden. Als Leistungsfächer in der Oberstufe können grundsätzlich alle Fächer belegt werden. Für die Abiturnote werden jedoch nur zwei von drei möglichen Fächern gewertet. Mathematik und die drei Naturwissenschaften werden durchgängig als mögliche Leistungskurse angeboten und gewählt.
Das Goethe-Gymnasium arbeitet im offenen Ganztagsbetrieb. Vielfältige Arbeitsgemeinschaften und Angebote zum Erlernen und Spielen von Instrumenten in Orchestern und Bands ergänzen die oben genannten schulischen Fächer.
Das Goethe-Gynnasium (GG) erhielt 2023 die Auszeichnung, eine MINT-freundliche Schule zu sein, d. h. einen besonderen Schwerpunkt im Bereich Mathematik, Informatik, Naturwissenschaften und Technik zu besitzen und entsprechende Kurse anzubieten.
Das GG ist außerdem eine „BegaSchule“ (Begabtenschule) des Landes Berlin. Folgende Angebote bestehen dazu für die Schüler: bis zu vier Fremdsprachen sind möglich, Teilungsunterricht in bestimmten Fächern, Überspringen von Klassenstufen, „Drehtürmodell“ (Besuch höherer Lerngruppen in einzelnen Fächern), Besuchen von Uni-Seminaren ab dem Alter von sechzehn, AG's (z. B. Jazz-AG, Schülerzeitung), Exkursionen, Workshops.

## Förderverein

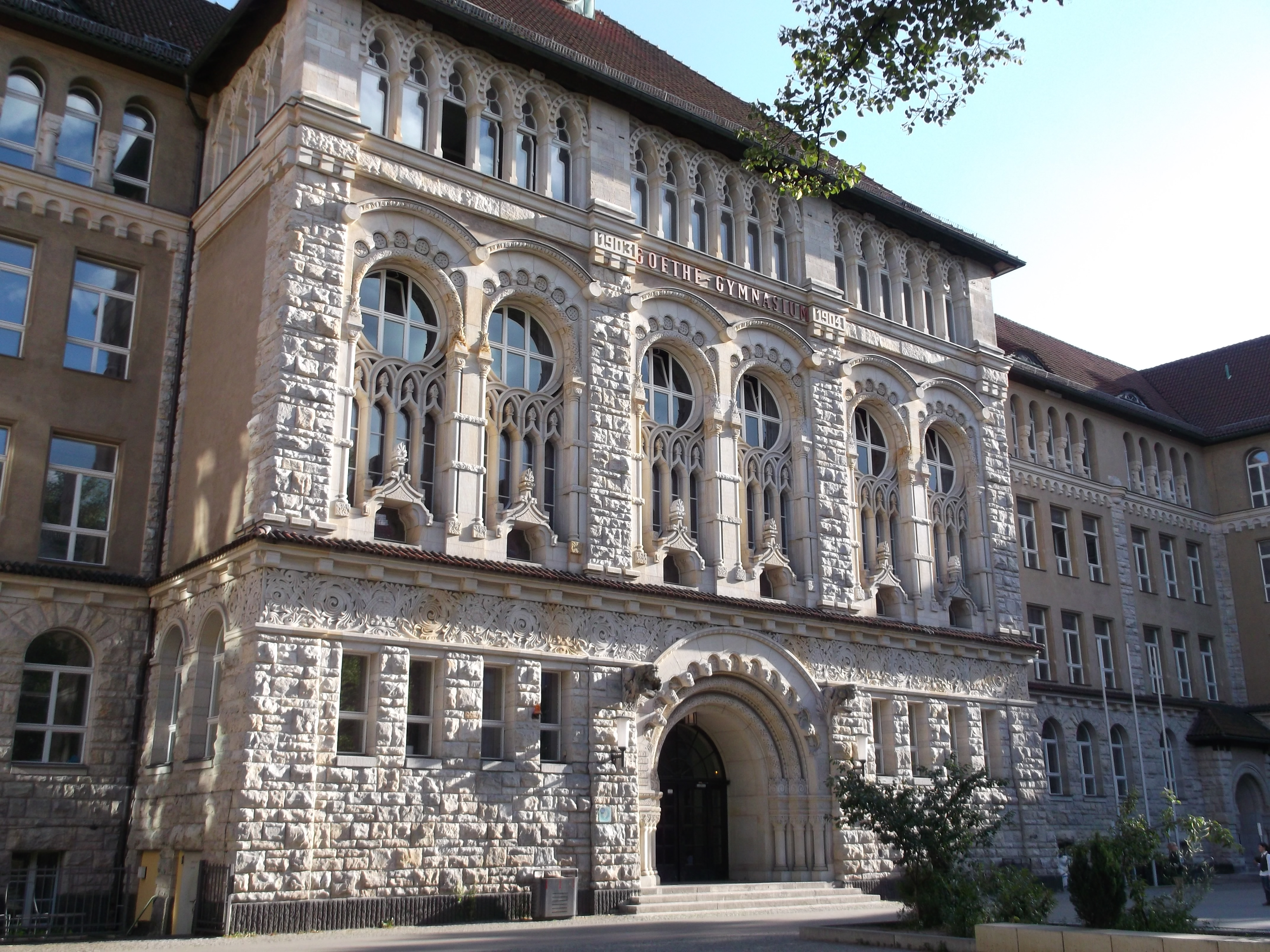
Fassade mit Eingangsportal nach der Renovierung 2018

Der gemeinnützige „Verein der Freunde des Goethe-Gymnasiums Berlin e. V.“ hat laut Satzung das Ziel, die geistige, charakterliche und körperliche Entwicklung der Schülerinnen
und Schüler des Goethe-Gymnasiums zu fördern, die Schulgemeinschaft zu pflegen und die Aufgaben der Schule zu unterstützen. Dies geschieht insbesondere durch die Bereitstellung von Mitteln für Aktivitäten. Mitglied kann jede Person werden, die die Ziele des Vereins unterstützt.

## Historische Entwicklung
Das heutige Goethe-Gymnasium kann sich auf drei Schulen als Vorläufer berufen. Den Namen erhielt es von der früheren Goethe-Schule, den Schultypus vom früheren Bismarck-Gymnasium, das Gebäude von der Victoria-Luisen-Schule. Im Folgenden wird es einen historischen Abriss der Vorgängerschulen sowie der Einrichtung des Goethe-Gymnasiums geben.

### Bismarck-Gymnasium
Das Bismarck-Gymnasium wurde 1895 gegründet, erhielt seinen Namen aufgrund des 80. Geburtstages des ehemaligen Reichskanzlers und Reichsgründers Fürst Otto von Bismarck und befand sich in der Pfalzburger Straße 30 in Wilmersdorf.
Das Bismarck-Gymnasium war eine altsprachliche Schule, die sich gegen das vom Kaiser bildungspolitisch favorisierte Realgymnasium behauptete. So wurde das Gymnasium nicht auf staatliches Betreiben gegründet, sondern von Privatleuten. Einer der ersten Oberlehrer war Walter Henze. In der Zeit des Nationalsozialismus konnte das Bismarck-Gymnasium als Wahlfach Hebräisch erhalten. Da die Räumlichkeiten in der Pfalzburger Straße im Zweiten Weltkrieg zerstört worden waren, suchte man nach neuen Räumlichkeiten. Nachdem das Gymnasium kurzzeitig in der Cäcilienschule am Nikolsburger Platz untergekommen war, wechselte es 1947 in das Gebäude der früheren Victoria-Luisen-Schule in der Gasteiner Straße, welches bereits mit der ehemaligen Goethe-Schule zusammengelegt worden war. Nach Kriegsende mussten die Berliner Schulen ihre Namen ablegen und erhielten von den Besatzungsbehörden Nummern. Das Bismarck-Gymnasium erhielt die Nummer 15 in Wilmersdorf. Der letzte Schulleiter hieß Bleckmann. Ihm gelang es nach Kriegsende, einen spärlichen Lateinunterricht gegen die Besatzungsmacht durchzusetzen. Die Schule 15 wurde dann 1950 in Goethe-Schule umbenannt.

### Victoria-Luisen-Schule

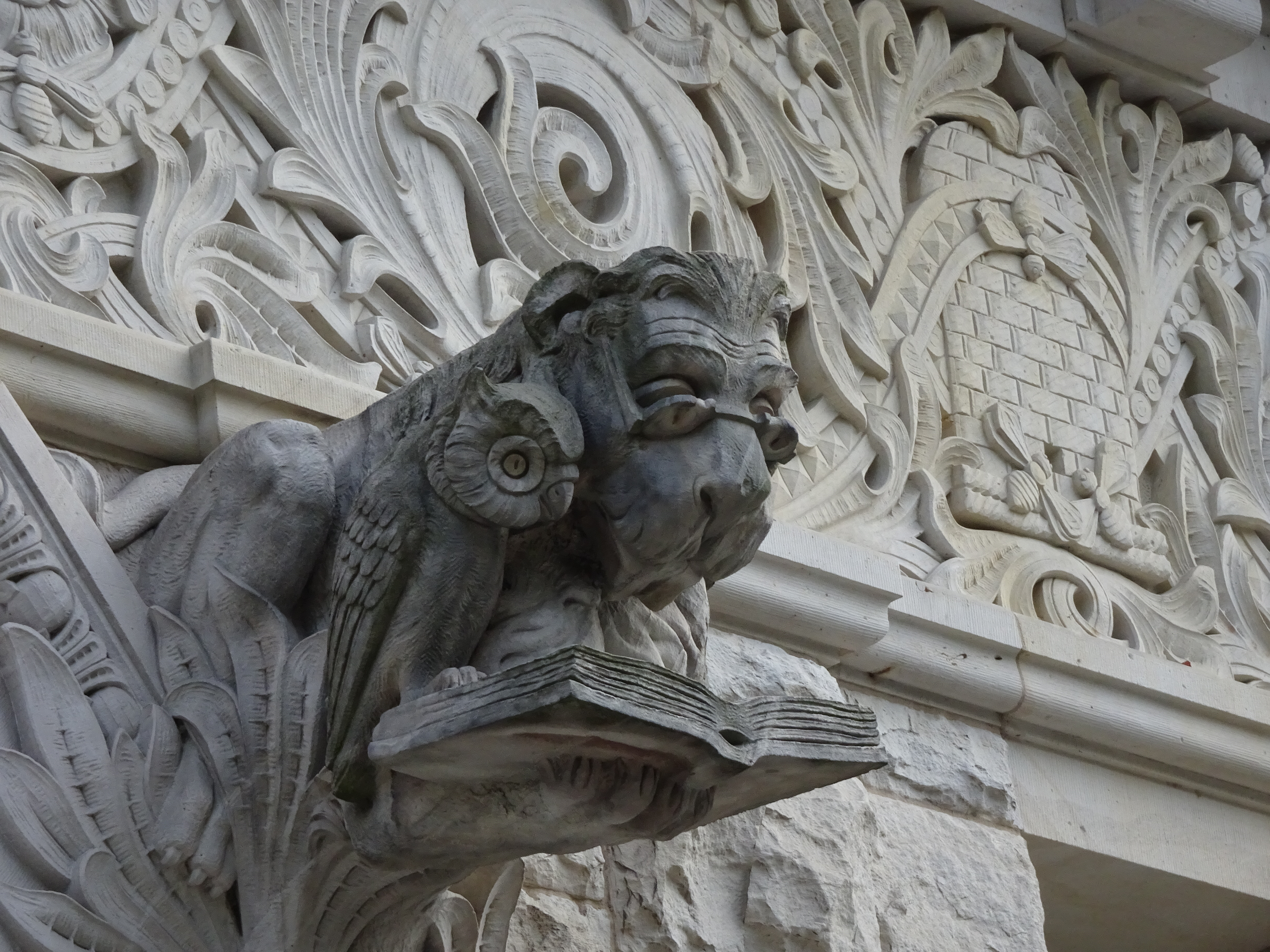
Detail der Fassade am Eingangsportal: Löwe und Eule gemeinsam in Buch lesend, im Hintergrund Fries mit Bienenkörben

Aus einer privaten Schule wurde eine öffentliche höhere Mädchenschule etabliert. Für die Benennung erhielt man von Kaiser Wilhelm II. die Erlaubnis, diese Institution mit dem Namen seiner einzigen Tochter, Prinzessin Viktoria Luise von Preußen, zu versehen. Am 13. September 1903 wurde der Grundstein gelegt. Die Schule wurde an der Uhland- Ecke Gasteiner Straße nach Plänen von Otto Herrnring errichtet. Im Oktober 1904 wurde das Gebäude fertiggestellt und fand aufgrund seiner Verzierungen selbst in der Presse seinen Niederschlag. Erhalten sind aus der Anfangszeit des Gebäudes – das 1991 unter Denkmalschutz gestellt wurde – die gesamte Außenfassade, Foyer, Treppenhaus, die verzierte Decke der Aula und die Orgel, die vom Kaiserlichen Hoforgelbaumeister Wilhelm Sauer stammt und die älteste spielbare Schulorgel Berlins ist. 1907 wurde die Schule von Auguste Viktoria besichtigt. 1939 wurde die Schule geschlossen, das Gebäude fiel an das Konservatorium der Reichshauptstadt. Die Kriegsschäden am Gebäude hielten sich in Grenzen und am 21. Mai 1945 probten die Berliner Philharmoniker bereits in der Aula der Schule für ein Konzert im Titania-Palast. Das Gebäude wurde von den beiden ehemaligen Schulen Bismarck-Gymnasium und Goethe-Schule genutzt. Die Viktoria-Luise-Schule fand als Institution keine Fortsetzung.

### Goethe-Schule

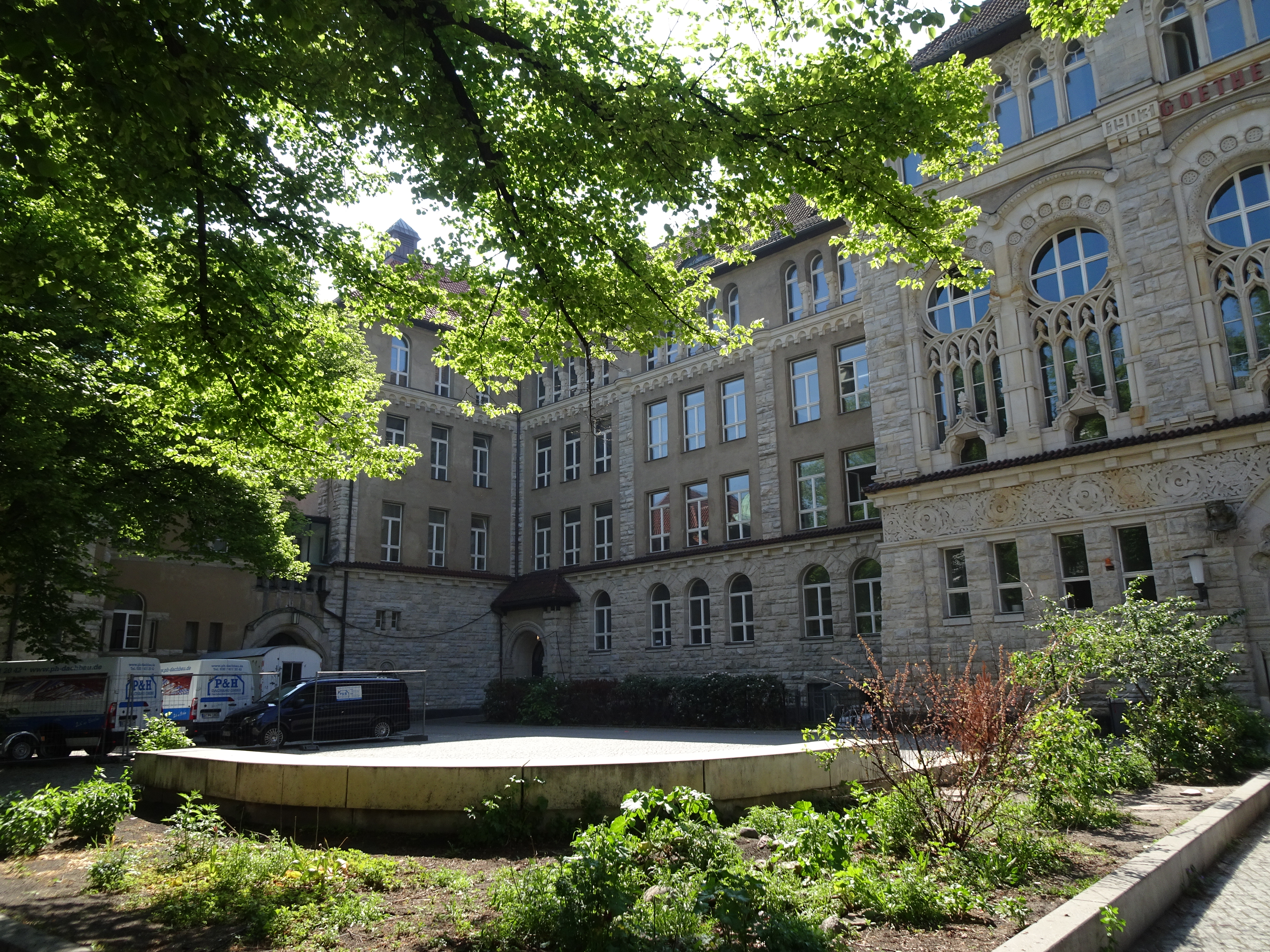
Goethe-Gymnasium: Schulhof

Die Goethe-Schule war ein Reformrealgymnasium in der Münsterschen Straße. Es wurde von 1905 bis 1907 durch Otto Herrnring errichtet. Die Einweihung fand am 9. April 1907 statt. Die Baukosten des Barockbaus beliefen sich auf eine Million Mark (kaufkraftbereinigt in heutiger Währung: rund 7,4 Millionen Euro). Der Schulleiter hieß zu diesem Zeitpunkt Leonhard. Heute steht es unter Denkmalschutz und wird von der Katharina-Heinroth-Grundschule genutzt.

### Goethe-Gymnasium
Am 10. Mai 1954 beschloss der West-Berliner Senat unter dem Regierenden Bürgermeister Walther Schreiber und Bildungssenator Joachim Tiburtius die Goethe-Schule im Haus der früheren Victoria-Luisen-Schule und das Gymnasium Steglitz in der Heesestraße als „Schulen besonderer pädagogischer Prägung“ einzurichten. Sie zählten somit nicht mehr zu den sonst in West-Berlin üblichen „Oberschulen Wissenschaftlichen Zweiges“ (OWZ), an denen die Hochschulreife erworben wurde.
Die Schulen erhielten die Prädikate grundständig (also abweichend von der Berliner Regel des Oberschulbeginns nach der 6. Klasse bereits nach der 4. Klasse) und humanistisch (also mit Latein als erster Fremdsprache). Im Gegensatz zu den OWZ durften sie sich „Gymnasium“ nennen. Die Schule wurde als Nachfolger des zerstörten Bismarck-Gymnasiums eingerichtet.

## Schulleiter des Goethe-Gymnasiums
(Quelle: )
- Gerhard Radke (1953/1954–1966)

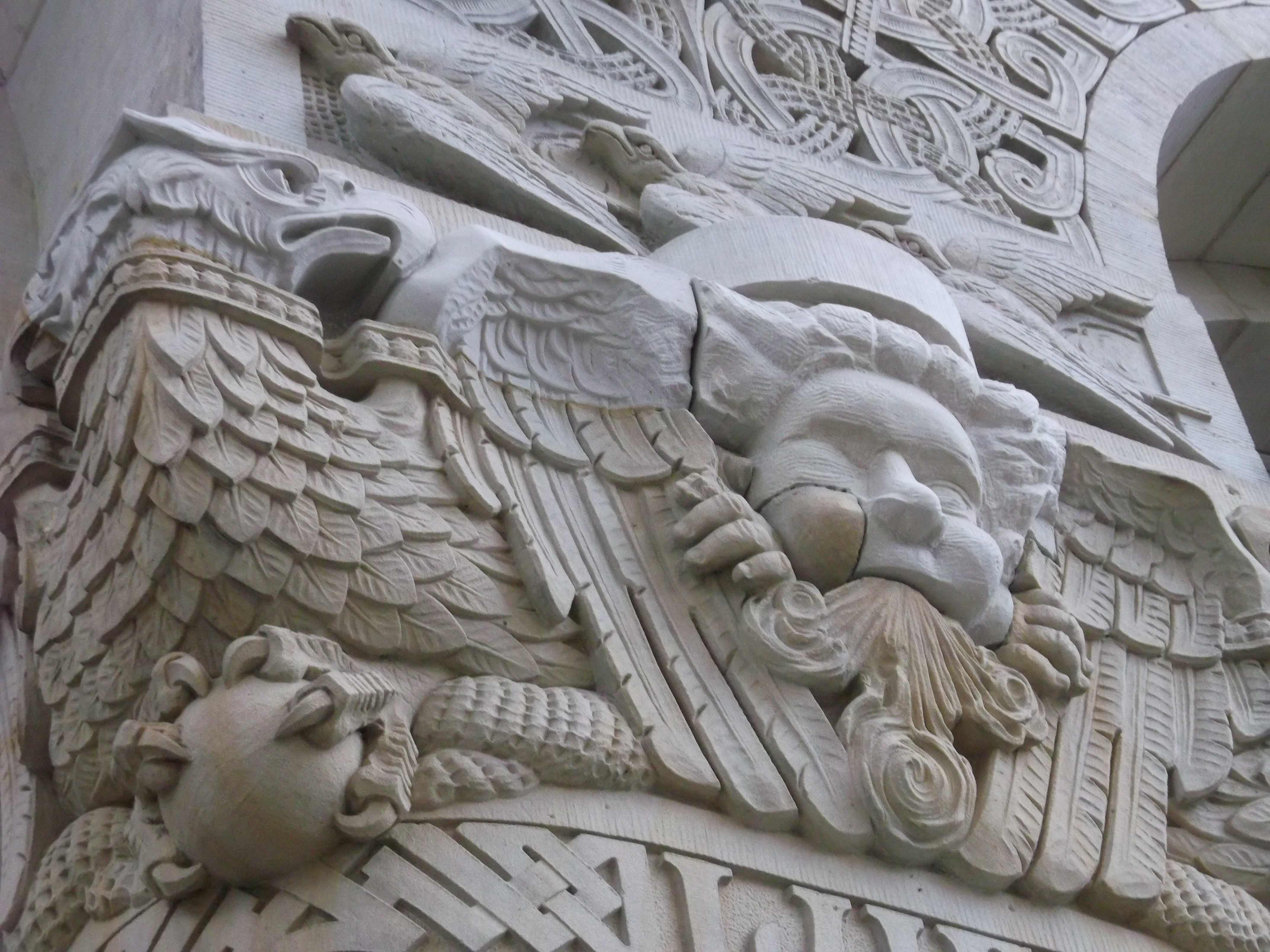
Detail der Außenfassade an der Uhlandstraße. Kapitell, symbolisierend das Element „Luft“.

- Stanislaus Graf von Kalckreuth (1966–1984)
- Peter Lohe (1984–1999)
- Marianne Weiland (1999–2004)
- Gabriele Rupprecht (2004–2018)
- Jörg Freese (2018–2023)
- Arienne Meurer (seit 2023)

## Prominente ehemalige Schüler
– alphabetisch sortiert –

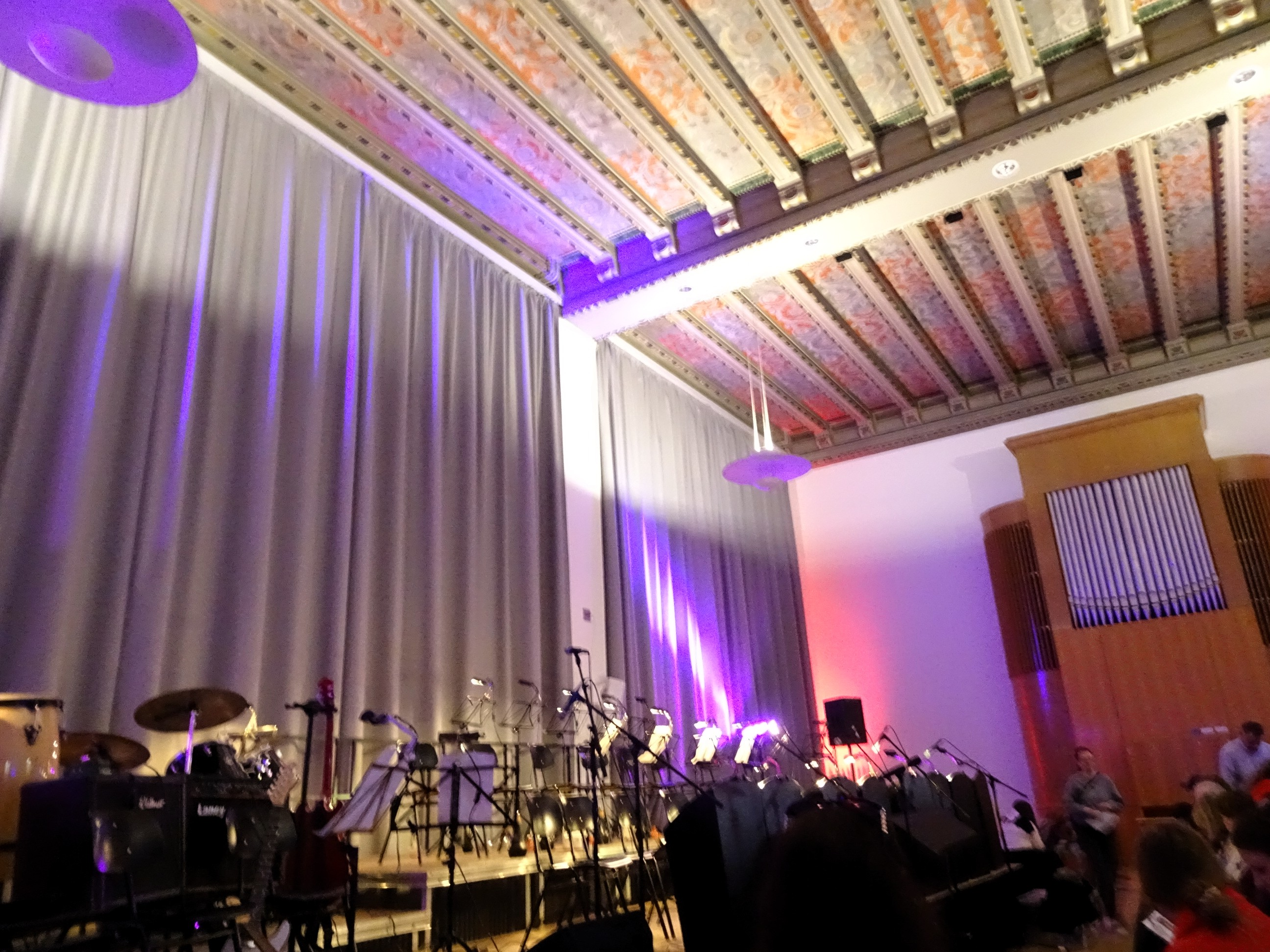
Aula mit Orgel (Jazznacht 2025)

- Sarah Alles (* 1986), Schauspielerin und Synchronsprecherin
- Meret Becker (* 1969), Schauspielerin
- Heinz Berggruen (1914–2007), Abitur 1932, Kunstsammler und Stifter des Museum Berggruen
- Felix Boenheim (1890–1960), Abitur 1909, Arzt und Sozialpolitiker
- Henriette Confurius (* 1991), Schauspielerin
- Haimar Cumme (1898–1964), Mathematiker, Physiker und Hochschullehrer
- Marlene Dietrich (1901–1992), 13. April 1917 bis Ostern 1918 (ohne Abitur), Schauspielerin und Sängerin
- Nilam Farooq (* 1989), Schauspielerin
- Peter Gay (1923–2015), US-amerikanischer Historiker und Psychoanalytiker
- Martin George (* 1948), Abitur 1968, evangelischer Kirchenhistoriker
- Alban Gerhardt (* 1969), Cellist
- Helmut Gröttrup (1916–1981), Abitur 1935, Ingenieur und Erfinder der Chipkarte
- Hans Bernd von Haeften (1905–1944), Abitur 1924, Diplomat und Widerstandskämpfer
- Kunrat von Hammerstein-Equord (1918–2007), Offizier und Widerstandskämpfer
- Axel von Harnack (1895–1974), Bibliothekar und Historiker
- Liselotte Herrmann (1909–1938), Abitur 1929, Studentin und Widerstandskämpferin (1938 hingerichtet)
- Ariane Jeßulat (* 1968), Musiktheoretikerin und experimentelle Musikerin
- Sven Felix Kellerhoff (* 1971), Abitur 1990, Historiker, Journalist und Buchautor[15]
- Stefan Kipf (* 1964), Altphilologe und Didaktiker
- Herbert Kranz (1891–1973), Abitur 1910, Schriftsteller
- Kurt Kutzler (* 1941), Abitur 1961, Mathematiker, Präsident der Technischen Universität Berlin
- Sigurd Littbarski (* 1949), Abitur 1969, Jurist und Universitätsprofessor
- Georg Malcovati (* 1983), Abitur 2004, Schauspieler
- Paul Markurt (* 1981), Abitur 2001, Drehbuchautor
- Kurt Mendelssohn (1906–1980), Abitur 1925, Physiker
- Luci van Org (* 1971), Abitur 1990, Sängerin und Schauspielerin
- Eberhard Rebling (1911–2008), Pianist, Musik- und Theaterwissenschaftler, Rektor der Hochschule für Musik „Hanns Eisler“ Berlin
- Cäcilia Rentmeister (* 1948), Abitur 1968, Kunsthistorikerin und Geschlechterforscherin
- Georg Rosenthal (1874–1934), Klassischer Philologe und Pädagoge
- Alexander Rüstow (1885–1963), Abitur 1903, Sozialwissenschaftler/Ökonom
- Eduard Schalfejew (1888–1962), Abitur 1897(?), Manager/Politiker
- Marc Schubring (* 1968), Abitur 1988, Komponist
- Claus Sperling (1890–1971), Mittlere Reife, Maler und Pfarrer
- Adin Talbar (1921–2013), 1932–1933, israelischer Sportler und Sportfunktionär
- Henry C. Wallich (1914–1988), Abitur 1932, amerikanischer Ökonom und Zentralbanker deutscher Herkunft
- Carl Friedrich von Weizsäcker (1912–2007), Abitur 1929, Physiker/Philosoph
- Richard von Weizsäcker (1920–2015), Abitur 1937, Bundespräsident
- Ernst Walter Zeeden (1916–2011), Abitur 1934, Historiker